# Квадрантиди
Квадрантиди су метеорски рој видљив са северне хемисфере који је активан почетком године (максимум активности је 3. јануара). Са ЗХР-ом око 120 у максимуму, активност Квадрантида је слична активности Персеида и Геминида.
Квадрантиде је открио астроном Бриселске опсерваторије Адолф Кетеле 30-их година XIX века. Радијант Квадрантида се налази у сазвежђу Волара (лат. Boötes), али је остао назив по сазвежђу Quadrans Muralis које је Међународна астрономска унија укинула 1922.
Максимум активности Квадрантида траје врло кратко — од тренутка када активност достигне половину максималног ЗХР-а док не опадне на исту вредност протекне свега 14 сати. Имајући у виду да је у питању зимски рој, неповељни временски услови могу врло лако да онемогуће посматрање. Осим тога, с обзиром на узак максимум, лако је могуће да се поклопи са дневним светлом и да јако мало посматрача има уопште прилику да га посматра. У најнеповољнијем случају, ако је максимум у 15 часова по универзалном времену, ноћ је а радијант довољно високо на небу само за посматраче из Аљаске и са Пацифика (где их готово и нема).
Радијант Квадрантида је циркумполаран (не залази за хоризонт) када се посматра са 50° северне географске ширине, и највиши је пред зору а најнижи између 18 и 19 часова по локалном времену.
Постоји неколико теорија о родитељском телу Квадрантида. Комета 96P/Machholz има сличну орбиталну еволуцију као и орбите квадрантида. Међутим, као родитељско тело је предложен и астероид , за који постоје наговештаји да је у ствари успавана комета.